# Dixie Dregs
Dixie Dregs is een Amerikaanse band.
Hun voornamelijk instrumentale muziek is een mengvorm van diverse stijlen uit de rock- en de klassieke muziek. De groepsnaam is afgeleid van "dreg" dat residu betekent. De naam ontstond toen alleen Steve Morse en Andy West overbleven van hun oorspronkelijke band "Dixie Grit".